# مانويلا كارمينا
مانويلا كارمينا (من مواليد 1944) محامية وقاضية إسبانية متقاعدة شغلت منصب عمدة مدريد من يونيو 2015 إلى يونيو 2019. كانت عضوًا في المجلس العام للقضاء.

## السيرة الشخصية

### المهنة القضائية
بعد اجتياز الامتحانات العامة لتصبح قاضية، بدأت حياتها المهنية القضائية في يناير 1981. بصفتها قاضية بدأت معركة شبه فردية لمنع الفساد في المحاكم القائمة. في عام 1986 حصلت على الجائزة الوطنية لحقوق الإنسان. كانت عضوًا مؤسسًا في الجمعية التقدمية قضاة من أجل الديمقراطية. قاضية اليقظة الإصلاحية ورئيسة محكمة اليقظة الإصلاحية رقم 1 في مدريد، تم انتخابها كقاضية أولى في مدريد في عام 1993. تم تعيينها كعضو في المجلس العام للسلطة القضائية (اقترحه اليسار المتحد) وعملت من عام 1996 إلى عام 2001.

### منذ يونيو 2019
في يناير 2021 قالت: «نحن مصابون بأكاذيب من الواقع. من الصعب للغاية تطوير سياسات صحيحة لواقع مشوه. ومن القضايا التي يجب أن نفكر فيها هي كيفية محاربة الأكاذيب المنهجية التي تشوه الواقع الاجتماعي».